# USS Cowpens (CG-63)
O USS Cowpens é um cruzador de mísseis guiados da classe Ticonderoga a serviço da marinha dos Estados Unidos. Seu nome é uma homenagem a Batalha de Cowpens, uma vitória americana conquistada durante sua guerra de independência no final do século XVIII.
Construído pela Bath Iron Works, o USS Cowpens foi comissionado em março de 1991 e atualmente esta estacionado na Base Naval de San Diego.